# Doug Betters
Doug Betters (Lincoln, 11 giugno 1956) è un ex giocatore di football americano statunitense che ha giocato nel ruolo di defensive end per tutta la carriera con i Miami Dolphins della National Football League (NFL). Fu scelto nel corso del sesto giro (163º assoluto) del Draft NFL 1978 dai Dolphins. Al college giocò a football all'Università del Montana.

## Carriera professionistica
Betters fu scelto nel corso del secondo giro del Draft 1978 dai Miami Dolphins. Betters fu parte della difesa di Miami soprannominata "Killer B's", giunse a due Super Bowl, nel 1982 e 1984, perdendo rispettivamente contro Washington Redskins e San Francisco 49ers. Nel 1983, Betters mise a segno 16 sack in 16 gare, venendo premiato come miglior difensore dell'anno della NFL e convocato per il Pro Bowl. Nel 1983 e 1984, Betters fu premiato come miglior giocatore della linea difensiva dei Dolphins. Betters giocò 146 gare nella NFL, mettendo a segno 64,5 sack.

## Palmarès

### Franchigia
- American Football Conference Championship: 2

Miami Dolphins: 1982, 1984

### Individuale
- Miglior difensore dell'anno della NFL: 1

1983
- Convocazioni al Pro Bowl: 1

1983
- All-Pro: 1

1983
- Miami Dolphins Honor Roll

## Statistiche
| Partite           | 146  |
| Sack              | 64,5 |
| Fumble recuperati | 6    |